# Gustavo Trelles
Pour les articles homonymes, voir Trelles.
Gustavo Trelles (né le 15 novembre 1955 à Minas) est un ancien pilote de rallye uruguayen.

## Biographie
Gustavo Trelles commence la compétition automobile en 1975 dans son pays natal.
D'une grande longévité, il concourt en rallyes du WRC essentiellement une quinzaine d'années, et régulièrement de 1988 à 2002 (alors âgé de 47 ans), le tout sur Fiat 147 (1981 déjà, au Brésil), Ford Escort, Mazda 323, Lancia Delta de 1988 à 1993, Subaru Legacy puis Impreza, Mitshubishi Lancer Evo III à VII de 1996 à 2002 (écuries Lancia, Jolly Club, et Ralliart).
Il dispute au total 92 courses de ce championnat, glânant 74 points et 2 épreuves spéciales.
Son compatriote Jorge del Buono est son principal copilote, entre 1992 et 2002.

## Palmarès

### Titres
- 4 Coupes du monde FIA des pilotes de rallyes de voitures de Production (groupe N; futur P-WRC): 1996, 1997, 1998 et 1999 (sur Mitsubishi Lancer Evo III, IV, et V;
- Septuple Champion d'Uruguay des Rallyes, entre 1976 et 1985, période où il s'installe alors en Espagne;
- Quadruple Champion d'Espagne des Rallyes de Terre: 1988, 1989, 1990 et 1991, sur Lancia Delta, S4 puis Intégrale (seul lauréat de l'épreuve à 4 reprises, avec Pedro Diego);
  - 2e de la coupe du monde FIA des pilotes de rallyes de voitures de production: 1990, 2000 et 2001;
  - 3e de la coupe du monde FIA des pilotes de rallyes de voitures de production: 1989;

### Résultats en WRC et Coupe FIA 2L.
- 2e du rallye d'Argentine: 1995 (FIA 2L.) (3e en 1992 et 4e en 1993, pour un total de 17 participations à ce seul rallye, de 1984 à 2002);

### 1 victoire en ERC
- 1993: Rallye El Corte Inglés (2e en 1994 et 3e en 1991);
  - 1995: 2e du rallye Vinho da Madeira.

### 21 victoires en P-WRC (record)
- 1996: Rallye Sanremo;
- 1996: Rallye Catalunya-Costa Brava;
- 1997: Rallye Monte-Carlo;
- 1997: Rallye du Portugal;
- 1997: Rallye Catalunya-Costa Brava;
- 1997: Rallye d'Argentine;
- 1997: Rallye de l'Acropole;
- 1997: Rallye de Nouvelle-Zélande;
- 1998: Rallye du Portugal;
- 1998: Rallye Catalunya-Costa Brava;
- 1998: Rallye d'Argentine;
- 1998: Rallye de l'Acropole;
- 1998: Rallye de Finlande;
- 1999: Tour de Corse;
- 1999: Rallye d'Argentine;
- 1999: Rallye de Nouvelle-Zélande;
- 2000: Rallye d'Argentine;
- 2000: Rallye de Chypre;
- 2000: Rallye d'Australie;
- 2001: Rallye de Chypre;
- 2001: Tour de Corse.

## Victoires en championnat d'Espagne asphalte
- 1991: Rallye Villa de Llanes;
- 1993: Rallye El Corte Inglés.